# Novovolynsk
Novovolynsk (tiếng Ukraina: Нововолинськ) là một thành phố của Ukraina. Thành phố này thuộc tỉnh Volyn. Thành phố này có diện tích ? km2, dân số theo điều tra dân số năm 2022 là 49772 người.